# Southern Comfort (liqueur)
Pour les articles homonymes, voir Southern Comfort.
Le Southern Comfort (souvent abrégé en SoCo) est une liqueur américaine faite à partir d'alcool rectifié et de fruits, d'épices et des arômes de whisky. Créé en 1874, Southern Comfort est aujourd'hui la propriété du groupe d'alcools américain Sazerac.

## Histoire
Southern Comfort a été créé par le barman Martin Wilkes Heron (en) (1850–1920), en 1874 au McCauley’s Tavern dans le quartier français de La Nouvelle-Orléans, en Louisiane. D'après l'office du tourisme de La Nouvelle-Orléans, le McCauley's Tavern était juste à côté de la rue Bourbon, et le nom original de cette boisson était Cuffs and Buttons (boutons de manchettes et boutons). En 1885, Heron renomme sa boisson Southern Comfort.
Heron déménage à Memphis (Tennessee) en 1889. Après avoir breveté sa boisson, il commence à vendre des bouteilles avec le slogan « None Genuine But Mine » et « Two per customer. No Gentleman would ask for more. » Le Southern Comfort gagna la médaille d'or de l'exposition universelle de 1904 à St. Louis (Missouri). En 1920, Heron décède et cède la recette du Southern Comfort à son comptable, Grant Peoples, qui la revend en 1934 à Francis Fowler.
Depuis les années 1930, l'image de la marque Southern Comfort est une lithographie d'Alfred Waud représentant la maison de la Woodland Plantation (en) sur les rives du Mississippi, dans le West Pointe a la Hache, Louisiana (en).
La bâtisse de la Woodland Plantation (en) est enregistrée dans le Registre national des lieux historiques, et est actuellement une chambre d'hôtes.
La société Brown-Forman achète la marque en 1979. Brown-Forman élargit la distribution internationale du Southern Comfort et installe une unité de finalisation du produit en Irlande pour sa distribution en Europe. En 2011, plusieurs nouveaux goûts sont introduits, dont un Southern Comfort goût tabasco. Brown-Forman revend Southern Comfort au groupe Sazerac (en) en 2016,. L'année suivante, Sazerac annonce son intention d'intégrer du whisky dans la composition du Southern Comfort pour lui faire pénétrer un marché du whisky en forte croissance,.

## Description

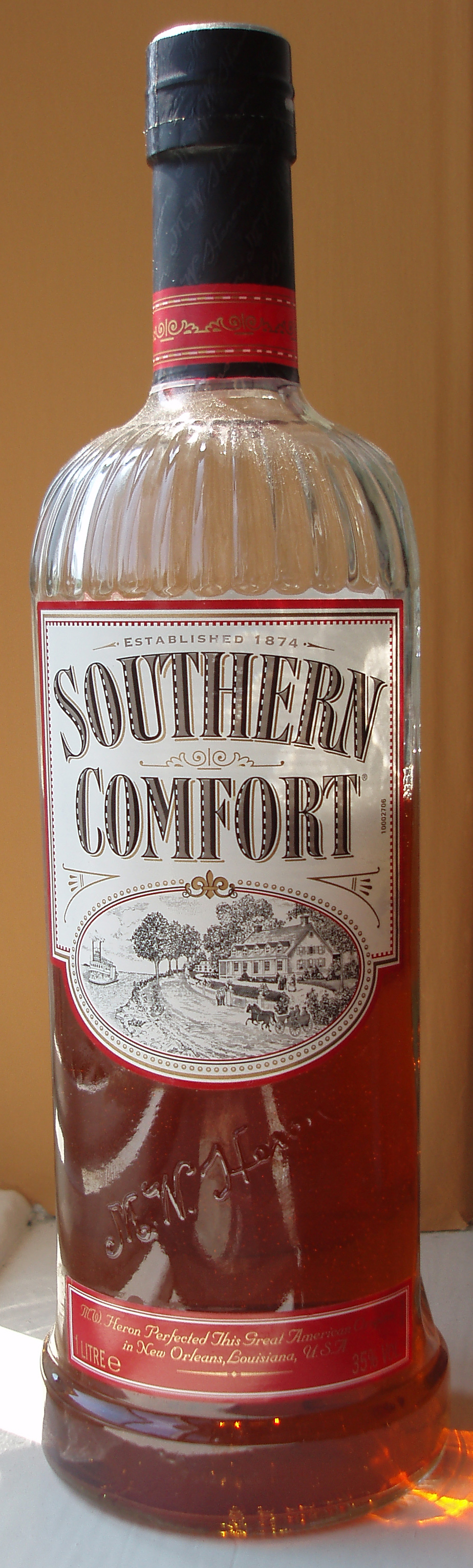
Une bouteille de Southern Comfort.

Dans l'épisode de The Thirsty Traveler (en), A River of Whiskey, l'historien Chris Morris décrit la recette originale du Southern Comfort :
« Heron commença par un bourbon de bonne qualité et il ajouta un pouce de gousse de vanille, le quart d'un citron, la moitié d'un bâton de cannelle, quatre clous de girofle, quelques cerises, et un peu d'orange. Il laissa macérer ce mélange quelques jours. À la fin de la macération, il ajouta un peu de miel. »
Bien que la recette originale contenait du whisky, le Southern Comfort actuel n'en contient plus à l'exception de la cuvée spéciale « Special reserve ». Le Southern Comfort est disponible à différents degrés d'alcool : 50 %, 35 % et 21 %.

## Cocktails
Le Southern Comfort est utilisé dans de nombreux cocktails dont l'Alabama slammer.
Le cocktail Scarlett O'Hara est un des premiers cocktails basé sur le Southern Comfort, qui a été créé en 1939, en hommage au personnage de Scarlett O'Hara, lors de l'adaptation cinématographique d'Autant en emporte le vent. Ce cocktail contient du Southern Comfort, du jus de canneberge et un zeste de citron.
Dale DeGroff, bartender en chef du Rainbow Room, a créé le cocktail Southern Belle qui mélange le Southern Comfort avec du jus d'orange et de la crème.

## Culture populaire
Dans sa chanson À mardi, on s'est pas vu, Jean-Michel Caradec dit qu'il a « des copains qui ont des noms à coucher dehors », Jack Daniel et Southern Comfort.
Francis Cabrel parle de « bouteilles de Southern Comfort » dans le refrain de sa chanson Question d'équilibre de l'album Quelqu'un de l'intérieur. 
On peut également entendre Dave du groupe américain Aer dire « Sippin' on my SoCo (Southern Comfort) » dans le refrain de la chanson Floats my Boat, chanson la plus connue du groupe. 
La chanson d'Amanda Palmer, Leeds United sur l'album Who killed Amanda Palmer, mentionne également la boisson : « Who needs love when there's Southern Comfort ».
Pendant la Seconde Guerre mondiale, le colonel de l'armée américaine Thomas J. Barr baptise son B-17G Southern Comfort. En 2015, la marque le remercie finalement avec une caisse de Southern Comfort.
Le Southern Comfort était la boisson favorite de Janis Joplin et Jim Morrison. Selon le journaliste de Rolling Stone David Dalton, Janis Joplin avait toujours une bouteille (vide) de Southern Comfort dans son sac. Elle s'affichait publiquement avec des bouteilles de SoCo. La marque fut tellement reconnaissante de la publicité gratuite générée qu'elle lui envoya un manteau de fourrure et un chapeau en remerciement.
Le personnage principal du roman Chantier de Stephen King boit du Southern Comfort avec du 7 Up.
Dans Plateforme, roman de Michel Houellebecq, le narrateur prend l'avion muni « d'un petit nécessaire de survie : quelques Nicopatch 21 mg, une plaquette de somnifères, une flasque de Southern Comfort ».
Dans le film Air America, on entend le personnage joué par Mel Gibson dire « I was fighting to defend… chicken BBQs and weinee roasts, and Ray Charles songs and drinkin' Southern Comfort till you passed out behind the bar ».
Est présent également le personnage principal du polar Esperame en el cielo (attends-moi au ciel en français) de Carlos Salem, Piedad de la Viuda qui ne jure que par le Southern Comfort.